# Habitatge a la plaça Carme de Llinàs, 7 (Sant Vicenç dels Horts)
Cal Roca és una obra del municipi de Sant Vicenç dels Horts (Baix Llobregat) inclosa en l'Inventari del Patrimoni Arquitectònic de Catalunya.

## Descripció
Es tracta d'un edifici de planta baixa i pis amb una façana compositivament ordenada. Les obertures són d'arc deprimit convex amb delicats esgrafiats a les llindes que repeteixen la temàtica ornamental en altres indrets de la façana.
Al cos central hi destaca una finestra geminada, amb columna de capitell corinti i sanefes d'esgrafiat, a més del coronament en ceràmica de formes arrodonides.